# Thérines
Thérines és un municipi francès, situat al departament de l'Oise i a la regió dels Alts de França. L'any 2007 tenia 184 habitants.

## Demografia

### Població
El 2007 la població de fet de Thérines era de 184 persones. Hi havia 68 famílies de les quals 12 eren unipersonals (12 dones vivint soles i 12 dones vivint soles), 20 parelles sense fills, 24 parelles amb fills i 12 famílies monoparentals amb fills.
La població ha evolucionat segons el següent gràfic:
Habitants censats

### Habitatges
El 2007 hi havia 96 habitatges, 68 eren l'habitatge principal de la família, 18 eren segones residències i 10 estaven desocupats. 91 eren cases i 1 era un apartament. Dels 68 habitatges principals, 57 estaven ocupats pels seus propietaris, 9 estaven llogats i ocupats pels llogaters i 2 estaven cedits a títol gratuït; 2 tenien dues cambres, 10 en tenien tres, 10 en tenien quatre i 46 en tenien cinc o més. 62 habitatges disposaven pel capbaix d'una plaça de pàrquing. A 25 habitatges hi havia un automòbil i a 35 n'hi havia dos o més.

### Piràmide de població
La piràmide de població per edats i sexe el 2009 era:
| Homes | Edats   | Dones |
| ----- | ------- | ----- |
| 0     | 95 o +  | 0     |
| 0     | 90 a 94 | 0     |
| 8     | 85 a 89 | 0     |
| 0     | 80 a 84 | 4     |
| 0     | 75 a 79 | 0     |
| 4     | 70 a 74 | 4     |
| 0     | 65 a 69 | 0     |
| 8     | 60 a 64 | 4     |
| 0     | 55 a 59 | 4     |
| 16    | 50 a 54 | 8     |
| 0     | 45 a 49 | 12    |
| 8     | 40 a 44 | 4     |
| 0     | 35 a 39 | 8     |
| 8     | 30 a 34 | 4     |
| 12    | 25 a 29 | 8     |
| 4     | 20 a 24 | 4     |
| 0     | 15 a 19 | 8     |
| 0     | 10 a 14 | 4     |
| 0     | 5 a 9   | 4     |
| 4     | 0 a 4   | 8     |

## Economia
El 2007 la població en edat de treballar era de 124 persones, 88 eren actives i 36 eren inactives. De les 88 persones actives 78 estaven ocupades (41 homes i 37 dones) i 10 estaven aturades (5 homes i 5 dones). De les 36 persones inactives 17 estaven jubilades, 15 estaven estudiant i 4 estaven classificades com a «altres inactius».

### Ingressos
El 2009 a Thérines hi havia 69 unitats fiscals que integraven 190 persones, la mediana anual d'ingressos fiscals per persona era de 17.724 €.

### Activitats econòmiques
Dels 3 establiments que hi havia el 2007, 1 era d'una empresa de fabricació d'altres productes industrials, 1 d'una empresa de serveis i 1 d'una entitat de l'administració pública.
L'any 2000 a Thérines hi havia 9 explotacions agrícoles que ocupaven un total de 288 hectàrees.

## Equipaments sanitaris i escolars
El 2009 hi havia una escola elemental integrada dins d'un grup escolar amb les comunes properes formant una escola dispersa.

## Poblacions més properes
El següent diagrama mostra les poblacions més properes.